# Cratere Higgins
Higgins  è un cratere sulla superficie di Venere. Deve il suo nome alla giornalista statunitense Marguerite Higgins.